# The Criterion Collection
Criterion Collection, Inc. (ou simplesmente Criterion) é uma empresa estadunidense de distribuição de home videos que foca no licenciamento, restauração e distribuição de "importantes filmes clássicos e contemporâneos". A Criterion atende estudantes de cinema e mídia, cinéfilos e bibliotecas públicas e acadêmicas. Ela ajudou a padronizar certos aspectos dos lançamentos de home videos, como restauração de filmes, o formato letterbox para filmes widescreen e a inclusão de recursos bônus como ensaios acadêmicos e faixas de áudio de comentários.
A Criterion produziu e distribuiu mais de 1 000 edições especiais de seus filmes nos formatos VHS, Betamax, LaserDisc, DVD, Blu-ray, Ultra HD Blu-ray e box sets. Esses filmes e suas características especiais também estão disponíveis por meio de um serviço de streaming online que a empresa opera.

## História
A empresa foi fundada em 1984 por Robert Stein, Aleen Stein e Joe Medjuck, que mais tarde se juntaram ao ator e roteirista Roger Smith. Em 1985, os Steins, William Becker e Jonathan B. Turell fundaram a Voyager Company para publicar CD-ROMs multimídia educacionais (1989–2000) e a Criterion Collection tornou-se uma divisão subordinada da Voyager Company, com a Janus Films detendo uma parte minoritária na empresa, decidindo expandir seu produto em videocassetes e videodiscos. Em março de 1994, o Holtzbrinck Publishing Group comprou 20% da Voyager por 6,7 milhões de dólares; os quatro fundadores mantiveram, cada um, 20% de participação acionária.
Em 1997, a Voyager Company foi dissolvida (Aleen Stein fundou a editora de CD-ROM LLC Organa) e a Holtzbrinck Publishers vendeu a marca Voyager, 42 títulos de CD-ROM, o site da Voyager e ativos associados à Learn Technologies Interactive, LLC (LTI). Stein vendeu 42 títulos da Voyager para a LTI de sua participação na empresa Voyager/Criterion. Os três sócios restantes, Aleen Stein, Becker e Turell possuíam a empresa Criterion Collection, que tinha uma parceria comercial com a Janus Films e uma com a Home Vision Entertainment (HVE) até 2005, quando a Image Entertainment comprou a HVE. Em 4 de novembro de 2013, foi anunciado que a Sony Pictures Home Entertainment cuidaria da parte da distribuição.

### Home Vision Entertainment
Em 1986, Charles Benton fundou a Home Vision Entertainment (HVE), a divisão de home videos da Public Media Inc. (PMI), que ele havia fundado anteriormente em 1968. A empresa HVE vendeu, anunciou, comercializou e distribuiu DVDs da Criterion Collection, e também vendeu sua própria marca de DVDs da HVE (coproduzida com a Criterion), incluindo The Merchant Ivory Collection e a Classic Collection, uma joint venture entre a Home Vision Entertainment e Janus Films. A Janus Films publicava filmes da HVE, dos quais a Janus Films detinha os direitos de vídeo, mas que não estavam disponíveis na Criterion Collection; no entanto, Criterion publicou os filmes Classic Collection. Em 2005, a Image Entertainment comprou a HVE tornando-a distribuidora exclusiva dos produtos Criterion Collection até 2013.

### Empreendimentos e marketing online
A Criterion Collection começou a fornecer vídeo sob demanda (ou VOD) em parceria com a Mubi (anteriormente The Auteurs) em 2008. Em fevereiro de 2011, a Criterion começou a mudar suas ofertas de VOD exclusivamente para o Hulu Plus. Em novembro de 2016, FilmStruck, um serviço de streaming de filmes da Turner Classic Movies, sucedeu o Hulu como o serviço de streaming exclusivo da Criterion Collection. Alguns filmes da Criterion foram transmitidos pela Kanopy. Em 26 de outubro de 2018, a Warner Bros. Digital Networks e a Turner anunciaram que as atividades da FilmStruck seriam encerrada em 29 de novembro. A Criterion afirmou em uma postagem de blog que estava "tentando encontrar maneiras de trazer nossa biblioteca e conteúdo original de volta ao espaço digital o mais rápido possível".
Em 16 de novembro de 2018, a Criterion anunciou o lançamento do Criterion Channel como um serviço autônomo de propriedade integral e operado pela Criterion Collection nos Estados Unidos e Canadá. Algumas das ofertas do serviço de VOD também estão disponíveis através da HBO Max, plataforma de streaming da WarnerMedia a desde 27 de maio de 2020.
A Criterion também mantém um canal no YouTube para comercializar seus filmes. Um recurso notável é a lista de reprodução "Three Reasons" (Trêz Razões), na qual a empresa fornece três razões pelas quais vale a pena assistir a um filme ou razões do porquê um filme foi entrou no catálogo da Criterion. Em resposta, os usuários do YouTube oferecem suas próprias "Three Reasons" para promover indicações. No entanto, nenhum vídeo da "Three Reasons" foi lançado pela Criterion desde 30 de junho de 2015.
A revista de cinema britânica Sight & Sound revelou em sua edição de abril de 2016 que a Criterion estaria expandindo seus lançamentos para o Reino Unido. Os primeiros seis títulos foram lançados em 18 de abril de 2016.

## Contribuições e influência
A empresa de vídeo Criterion Collection foi pioneira na apresentação correta de filmes em letterbox com proporção, bem como trilhas sonoras comentadas, conjuntos de múltiplos discos, edições especiais e versões definitivas. Essas ideias e os recursos especiais introduzidos pela Criterion Collection foram altamente influentes e se tornaram padrões de toda a indústria para lançamentos de home video premium.

### Letterboxing
Com seu oitavo lançamento com LaserDisc, Invasion of the Body Snatchers (1956), a Criterion introduziu o formato letterbox, que adicionou barras pretas na parte superior e inferior do aparelho de televisão padrão 4:3 (tela cheia) para preservar a proporção original do filme. A partir daí, a Criterion tornou letterboxing a apresentação padrão para todos os seus lançamentos de filmes filmados em proporções widescreen.

### Trilhas sonoras de comentários
O segundo título do catálogo da Criterion Collection, King Kong (1933), foi a estreia do comentário de áudio específico de cena contido em um canal analógico separado do LaserDisc, no qual o historiador de cinema estadunidense Ronald Haver falou sobre a produção, elenco, roteiro, design de produção e efeitos especiais. Ele também fornece comentários sobre as edições LaserDisc de Casablanca (1942), Here Comes Mr. Jordan (1941), Singin' in the Rain (1952) e The Wizard of Oz (1939). Normalmente, os comentários indexados por capítulo são exclusivos dos lançamentos da Criterion e de suas reedições iniciais em DVD; eles se tornaram itens de colecionador quando os estúdios originais reeditaram títulos anteriormente licenciados para a Criterion, independentemente de novas faixas de comentários terem sido produzidas.

### Edições especiais
A Criterion Collection começou em 1984 com os lançamentos de Citizen Kane (1941) e King Kong (1933) em LaserDisc, com a fonte dos negativos deste último sendo cortesia da Biblioteca do Congresso. A empresa mais tarde ficou conhecida por ser pioneira no conceito de DVD de "edição especial" contendo materiais bônus, como trailers, comentários, documentários, finais alternativos e cenas deletadas. O sucesso desses lançamentos estabeleceu a versão de edição especial no negócio de DVD. Em 2006, aproveitando as tecnologias avançadas de telecine e restauração de filmes, a Criterion publicou versões de alta qualidade, com materiais bônus, de títulos de catálogos iniciais como Amarcord (1973), Brazil (1985) e Os Sete Samurais (1954).

### Restauração de filmes
Originalmente, a Criterion lançou arte, gêneros e filmes mainstream em LaserDisc, como Halloween (1978), Ghostbusters (1984), Drácula de Bram Stoker (1992), Armageddon (1998) e The Rock (1996). A Criterion Collection também se concentrava cada vez mais no lançamento do cinema mundial, clássicos do cinema mainstream e filmes obscuros de sucesso crítico. Utilizando os melhores materiais de origem disponíveis, a empresa produziu versões tecnologicamente melhoradas e mais limpas, como as de La Passion de Jeanne d'Arc (1928),
M - Eine Stadt sucht einen Mörder (1931), Les enfants du paradis (1945), The Third Man (1949), Os Sete Samurai (1954) e Amarcord (1973). Quase todos os títulos contêm ensaios de limpeza e restauração de filmes em seus encartes, enquanto alguns têm até mesmo longas-metragens comparando as imagens restauradas e não restauradas.

### Licenças
Alguns títulos da Criterion Collection anteriormente licenciados, como The Harder They Come (1972), agora estão comercialmente indisponíveis como novos produtos e estão disponíveis apenas na forma de revenda (usados). Títulos como RoboCop (1987), Hard Boiled (1992), The Killer (1989) e Ran (1985) ficaram indisponíveis quando suas licenças de publicação expiraram ou quando a Criterion publicou versões aprimoradas, como as de La Belle et la Bête (1946), M (1931), Le Salaire de la peur (1953) e Os Sete Samurais (1954). Em setembro de 2018, 188 dos 954 títulos (19%) da lista de lançamentos do Criterion Collection LaserDisc foram relançados.
Outro exemplo é o filme Charade (1963), que se tornou propriedade de domínio público por não ter o aviso de direitos autorais exigido por lei. A Criterion produziu uma edição restaurada sob licença da Universal Pictures para a edição inicial e para a edição de relançamento widescreen anamórfica posterior do filme.
Periodicamente, a Criterion lança material em DVD e disco Blu-ray licenciado dos estúdios com os quais a empresa havia negociado anteriormente (como o filme Brazil de 1985, da Universal e Terry Gilliam); esses novos lançamentos são geralmente realizados caso a caso.

## Formatos

### LaserDisc, VHS, Betamax e DVD
A Criterion Collection começou a publicar LaserDiscs em 1 de dezembro de 1984, com o lançamento de Citizen Kane, até 16 de março de 1999, com Armageddon de Michael Bay. Três dos primeiros títulos da empresa também foram lançados em VHS e Betamax. Esses foram os únicos lançamentos da Criterion nesses formatos.
Criterion entrou no mercado de DVD em 1998 com Os Sete Samurais (Grand Illusion foi adiado por um ano enquanto a restauração estava em andamento em um negativo de câmera então recém-encontrado). Tal como acontece com seus laserdiscs, as primeiras edições de filmes em DVD widescreen da Criterion foram apresentadas no formato letterbox, mas a Criterion não melhorou anamorficamente seus discos para monitores 16:9 até meados de 1999 com o lançamento de Insomnia (1997), número de catálogo 47.
Criterion demorou a se expandir para lançamentos de alta definição, em parte por causa das guerras de formato HD [en] entre Blu-ray e HD DVD. Uma vez que o Blu-ray surgiu como o formato de home video de alta definição padrão da indústria, a Criterion começou a lançar edições Blu-ray de filmes selecionados de sua coleção, começando com o lançamento em Blu-ray do Chungking Express de Wong Kar-wai em 16 de dezembro de 2008. No final de 2013, a Criterion anunciou que com o lançamento em novembro do boxset Zatoichi, todos os lançamentos futuros seriam em formato duplo (DVD e Blu-ray empacotados juntos) em vez de lançamentos individuais. Essa decisão também se aplicaria à maioria dos relançamentos de atualização lançados após novembro de 2013. Depois que o feedback dos clientes revelou alguma relutância a essa abordagem, All That Jazz (1979) tornou-se o último título lançado como uma edição de formato duplo, e a decisão foi revertida para lançar discos separados para títulos a partir de setembro de 2014.
Apesar do surgimento do Blu-ray como o formato de alta definição padrão da indústria, a Janus/Criterion continua a oferecer suporte ao formato DVD. Não apenas todos os seus novos lançamentos em Blu-ray são acompanhados por uma versão em DVD de definição padrão, mas versões revisadas e atualizadas também são lançadas em ambos os formatos (exceto a breve incursão em versões de formato duplo). Além disso, a linha independente de lançamentos Eclipse da empresa está disponível atualmente apenas no formato de DVD padrão.
Além do catálogo principal, a empresa também lançou filmes através de suas linhas Essential Art House, Eclipse e Merchant Ivory Collection, bem como alguns lançamentos fora de qualquer linha de produtos. Muitos desses lançamentos também foram coletados e vendidos em várias box sets.
Em abril de 2016, pela primeira vez em sua história, a Criterion anunciou que começaria a lançar seu catálogo fora dos EUA (títulos internacionais anteriores da Criterion, como o LaserDisc japonês de Blade Runner (1982), foram licenciados para outras empresas). Em parceria com a Sony Pictures Home Entertainment, os lançamentos começaram a ser distribuídos com o lançamento de seis títulos no Reino Unido durante o mês.

### Blu-ray

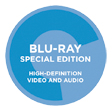
Um logotipo da Criterion Collection: etiqueta Blu-ray Criterion, data dos primeiros filmes lançados em 16 de dezembro de 2008

A Criterion começou a publicar títulos em Blu-ray Disc em dezembro de 2008. Ao contrário de seus lançamentos em DVD, que são uma mistura de DVDs da Região 0 (sem região) e da Região 1 padrão NTSC, os discos Blu-ray da Criterion Collection são bloqueados pela Região A na América do Norte ou pela Região B no Reino Unido (embora há exceções).

#### Blu-ray Ultra HD
Em 11 de agosto de 2021, a Criterion anunciou que começaria a publicar títulos no formato Ultra HD Blu-ray em novembro de 2021. Todos os lançamentos em Blu-ray Ultra HD da Criterion incluirão uma cópia em Blu-ray Ultra HD e uma cópia em Blu-ray normal de um filme (com todos os recursos especiais do Blu-ray normal), com lançamentos selecionados, incluindo Dolby Vision HDR e Dolby Atmos. Os primeiros desses lançamentos foram anunciados em 16 de agosto para um lançamento em 21 de novembro: Citizen Kane (retornando à coleção pela primeira vez desde 1992), Mulholland Drive e Menace II Society. A empresa também planeja lançar The Red Shoes, A Hard Day's Night e The Piano em discos Blu-ray Ultra HD. O filme Uncut Gems, que foi planejado anteriormente para lançamento em Blu-ray e DVD em outubro de 2021, foi adiado para novembro para também dar ao filme um lançamento em Blu-ray Ultra HD.

### Eclipse
Eclipse é uma linha iniciada em 2007 separada da Criterion Collection. É descrito pela Criterion como "uma seleção de clássicos perdidos, esquecidos ou ofuscados em edições simples e acessíveis".